# Eblisia minor

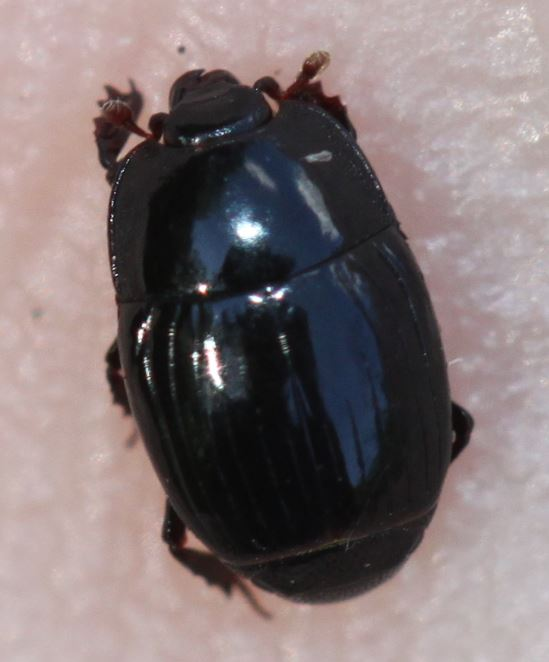
Dorsalansicht

Eblisia minor ist ein Käfer aus der Familie der Stutzkäfer (Histeridae).

## Merkmale
Die schwarzen Käfer werden 3–4 mm lang. Die Körperform ist oval und normal gewölbt. Die kurzen Flügeldecken bedecken nicht den ganzen Hinterleib. Sie besitzen außen 3 ganze sowie innen 3 verkürzte feine Längsrillen. Die Fühler sind kurz und am Ende kolbenförmig verdickt. Die Beine sind relativ kurz, die Schienen (Tibia) schaufelartig verbreitert. Die Hinterschienen besitzen am Außenrand außer dem Endzahn noch 2 Zähne.

## Verbreitung
Die Käfer sind in Europa weit verbreitet.

## Lebensweise
Die Käfer findet man insbesondere in urständigen Wäldern. 
Dort halten sie sich meist unter der Rinde abgestorbener Bäume (Pappeln (Populus), Birken (Betula) sowie Kiefern (Pinus)) auf.
Käfer und Larven von Eblisia minor ernähren sich hauptsächlich von Borkenkäfer-Larven und Fliegenmaden.

## Taxonomie
In der Literatur finden sich folgende Synonyme:
- Eurylister minor
- Platysoma frontale (Paykull, 1798)
- Platysoma minor (Rossi, 1792)